# Orthorhogas antennatus
Orthorhogas antennatus är en stekelart som först beskrevs av Granger 1949.  Orthorhogas antennatus ingår i släktet Orthorhogas och familjen bracksteklar. Inga underarter finns listade i Catalogue of Life.